# 孟菲斯乐曲队
孟菲斯职业队（英語：Memphis Pros），是已经不存在的一支美国篮球协会（ABA）前职业篮球队。球队最初是创建于新奥尔良的新奥尔良海盗队，三个赛季之后从新奥尔良迁来了田纳西州的孟菲斯，有时候球队部分主场会吸引较多的观众前来观看。孟菲斯职业队的主场设在中南球场，毗邻与自由碗纪念球场，球队在孟菲斯的首个赛季是在1970年-1971赛季。
职业队之后又参加了两个赛季的比赛后出售给了查理·O·芬利，芬利同时拥有美国职棒的奥克兰运动家队。球队随后开展了球队徵名活动，最终Tams这个名字胜出。从字面上看Tams是英语 Tennessee(田纳西州) - Arkansas(阿肯色州) - Mississippi(密西西比州)的开头字母缩写，球队队的队标是一顶传统苏格兰tam o'shanter（扁圆帽）风格的帽子，队服色为白色，绿色和金色，这一设计沿袭了职棒奥克兰运动家队的队色。
球队在1975年10月倒闭。 此后孟菲斯一直没有一支顶级美国篮球职业队，直到2001年从加拿大迁来的孟菲斯灰熊队。在此后NBA的怀旧活动中，灰熊队在2005-06赛季曾身穿1971-72赛季孟菲斯职业队的球衣出场。